# Colin Alexander Campbell
Colin Alexander Campbell, OBE, DSO, kanadski general, vojaški inženir in politik, * 17. januar 1901, † 25. december 1978.
Med letoma 1944 in 1945 je bil glavni inženir 1. kanadskega korpusa.

## Življenjepis
Campbell je diplomiral kot inženir rudarstva na Kraljičini univerzi (Queen's University).
24. septembra 1934 je bil prvič izvoljen v Parlament Kanade, nato pa še enkrat naslednje leto. 11. avgusta 1937 je odstopil iz položaja, da je lahko sodeloval v provincialnih volitvah. Ni mu uspela izvolitev v rednih volitvah, ampak šele v nadomestnih. Pod premierom Mitchellom Hepburnom je bil minister za javna dela, a je zapustil provincialno politiko z volitvami leta 1943.
Istega leta je vstopil v vojaško službo in postal poveljnik inženirstva 4. kanadske oklepne divizije; nato pa je bil še namestnik glavnega inženirca 1. kanadske armade (1943-44) in glavni inženirec 1. kanadskega korpusa.